# Sint-Vincentius a Paulokerk (Eindhoven)

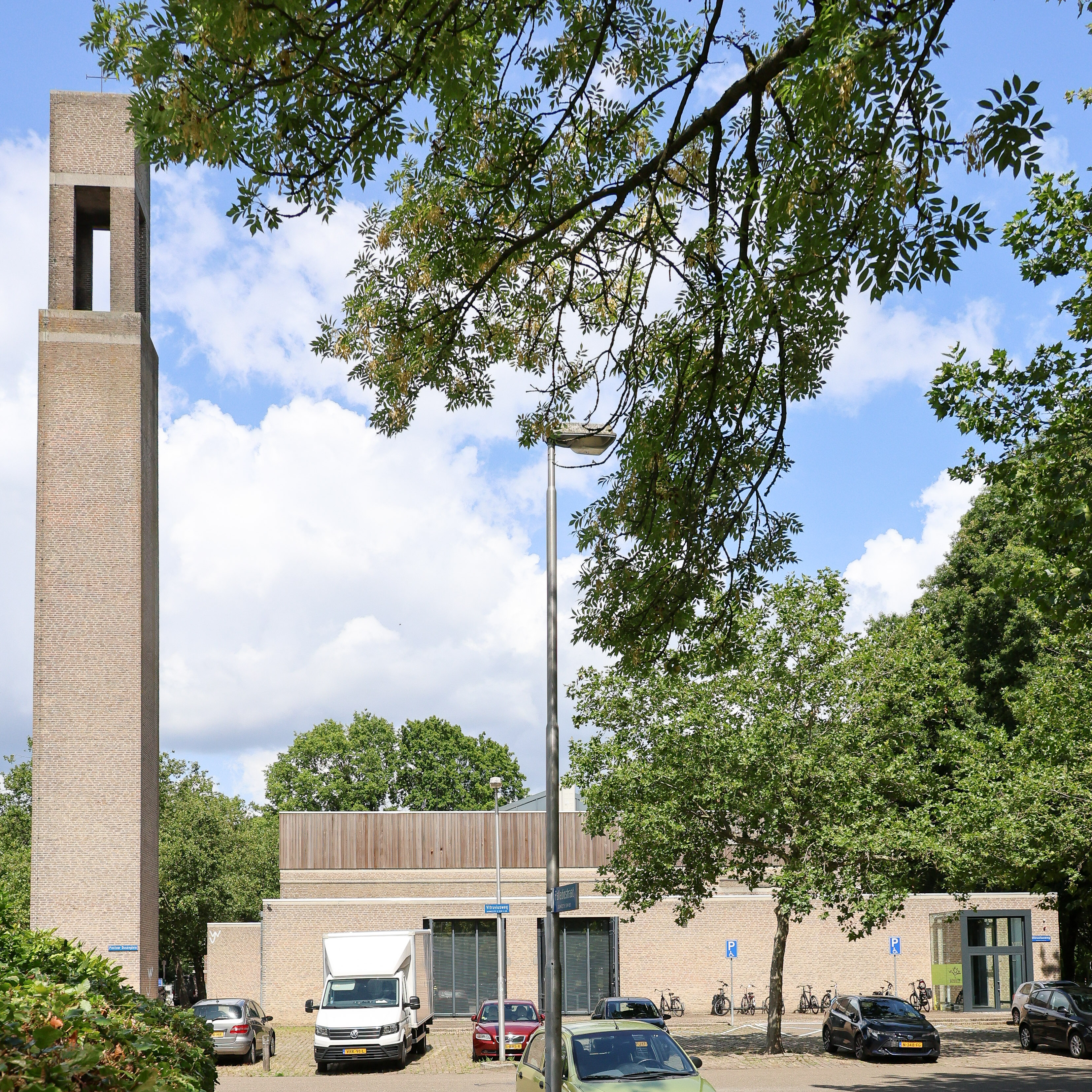
Sint-Vincentius a Paulokerk, Vitruviusweg 2, Eindhoven

De Sint-Vincentius a Paulokerk is een voormalig rooms-katholiek kerkgebouw in de stad Eindhoven, in de buurt Prinsejagt, gelegen aan de Vitruviusweg 2.

## Geschiedenis
Deze kerk werd gebouwd in 1964 en werd ontworpen door Jan de Jong. De kerk werd gebouwd volgens de principes van de Bossche School. De kerk werd in 2001 gesloten. Hij werd geklasseerd als gemeentelijk monument.
In 2006 werd de kerk verbouwd tot kantoorruimte met behoud van de uitwendige architectuur naar een ontwerp van Van Aken Architekten.

## Gebouw
Het betreft een bakstenen kerkgebouw met plat dak en losstaande bakstenen klokkentoren op vierkante plattegrond.